# Spoorlijn Mohon - Thionville
De Spoorlijn Mohon - Thionville is een Franse spoorlijn tussen Mohon en Thionville. De lijn is 136,5 km lang en heeft als lijnnummer 204 000.

## Geschiedenis
De spoorlijn werd tussen 1858 en 1865 aangelegd. In 1954 werd de lijn tussen Mohon en Lumes geëlektrificeerd met 25 kV wisselspanning, in 1955 volgde het traject tussen Lumes en Thionville.

## Treindiensten
De SNCF verzorgt het personenvervoer op dit traject met TGV en TER treinen.
| Serie      | Treinsoort | Route                                                        | Bijzonderheden                              |
| ---------- | ---------- | ------------------------------------------------------------ | ------------------------------------------- |
| TGV 2700   | TGV (SNCF) | Paris Est – Reims – Rethel – Charleville-Mézières – Sedan    |                                             |
| TER 833300 | TER (SNCF) | Thionville – Longuyon – Longwy                               |                                             |
| TER 838200 | TER (SNCF) | Reims – Charleville-Mézières – Sedan – Thionville            |                                             |
| TER 838300 | TER (SNCF) | Reims – Charleville-Mézières – Sedan – Thionville            | Een trein Charleville-Mézières - Thionville |
| TER 838400 | TER (SNCF) | Reims – Charleville-Mézières – Sedan                         |                                             |
| TER 840800 | TER (SNCF) | Champagne-Ardenne TGV – Reims – Charleville-Mézières – Sedan |                                             |

## Aansluitingen
In de volgende plaatsen is of was er een aansluiting op de volgende spoorlijnen:
Mohon
RFN 205 000, spoorlijn tussen Soissons en Givet
RFN 205 311, raccordement van Mohon
RFN 205 606, stamlijn Mohon
Vrigne-Meuse
RFN 215 000, spoorlijn tussen Vrigne-Meuse en Vrigne-aux-Bois
Sedan
RFN 204 606, stamlijn Sedan
Pont-Maugis
RFN 088 000, spoorlijn tussen Lérouville en Pont-Maugis
Carignan
RFN 214 000, spoorlijn tussen Carignan en Messempré
Montmédy
RFN 201 000, spoorlijn tussen Montmédy en Écouviez
RFN 201 306, raccordement van Montmédy
Longuyon
RFN 095 000, spoorlijn tussen Longuyon en Pagny-sur-Moselle
RFN 202 000, spoorlijn tussen Longuyon en Mont-Saint-Martin
RFN 202 306, raccordement van Longuyon
Audun-le-Roman
RFN 218 000, spoorlijn tussen Baroncourt en Audun-le-Roman
RFN 220 000, spoorlijn tussen Valleroy-Moineville en Villerupt-Micheville
Fontoy
RFN 195 000, spoorlijn tussen Fontoy en Audun-le-Tiche
Knutange-Nilvange
RFN 194 000, spoorlijn tussen Knutange-Nilvange en Algrange-Rochonvillers
Hayange
RFN 194 000, spoorlijn tussen Knutange-Nilvange en Algrange-Rochonvillers
Florange
RFN 198 300, raccordement van Uckange
Thionville
RFN 177 000, spoorlijn tussen Thionville en Anzeling
RFN 178 000, spoorlijn tussen Thionville en Apach
RFN 178 606, stamlijn Thionville
RFN 180 000, spoorlijn tussen Metz-Ville en Zoufftgen